# Хоффмайстер, Франц Антон
Франц Антон Хоффмайстер (нем. Franz Anton Hoffmeister, также — Хофмайстер; 1754—1812) — немецкий композитор и музыкальный издатель. Был близок с Вольфгангом Амадеем Моцартом, под его редакцией были напечатаны произведения многих известных композиторов.

## Биография
Франц Антон Хоффмайстер 12 мая 1754 года в Роттенбурге (Баден-Вюртемберг). Музыкальное образование получил в Вене, где жил с 1768 года, а также изучал юриспруденцию. В 1784 году основал в Вене одно из первых крупных венских музыкальных издательств, позднее открыл нотный магазин. Служил капельмейстером в венской церкви. В период проживания в Вене Хоффмайстер сблизился с Моцартом и был основным издателем его произведений при жизни композитора.
В 1798 году совершил концертный тур по Германии вместе с флейтистом Ф. Турнером. Во время поездки побывал в Лейпциге, где и поселился. В 1800 году в Лейпциге Хоффмайстер совместно с органистом А. Кюнелем основал издательство «Bureau de musique» (в дальнейшем, после смены владельцев, Edition Peters), издавшее произведения многих известных композиторов (полное собрание клавирных и органных сочинений Баха, собрание квартетов Й. Гайдна, квартетов и квинтетов В. А. Моцарта, отдельные сочинения Л. Бетховена. В 1805 году Хоффмайстер оставил руководство фирмой и вернулся в Вену.
В 1807 году Хоффмайстер полностью покончил с коммерческой деятельностью. Последние годы жизни посвятил музыкальному творчеству. Скончался 9 февраля 1812 года в Вене.

## Сочинения
- Оперы:

- «Алхимик» (Der Alchimist)
- «Заколдованная охота» (Die bezauberte Jagd)
- «Домашний петух» (Der Haushahn)
- «Кораблекрушение» (Der Schiffbruch)
- «Осада Цитеры» (Die Belagerung von Cythere)
- «Элизиум» (Elysium)
- «Первый поцелуй» (Der erste Кuβ)
- «Королевич из Итаки» (Der Кönigssohn von Ithaka, 1795)
- «Розалинда» (1796)

- Сочинения для оркестра

- Около 70 симфоний
- 10 серенад
- Увертюры
- Около 50 концертов
- Концерты для альта с оркестром ре мажор и си-бемоль мажор

- Камерно-инструментальные ансамбли:

- 7 сонат для фортепиано и флейты или скрипки

- Для флейты:

- Дуэты, трио, квартеты, квинтеты с участием флейты
- Около 70 сочинений для флейты соло

- Арии и песни

и др.

## Дискография
- Моцарт, Хоффмайстер - Артюр Грюмьо, Арриго Пелличча – Дуэты для скрипки и альта - Philips[8]
- Франц Антон Хоффмайстер, Вильгельм Нейгауз, Ганс-Юрген Моринг, Кёльнский камерный оркестр, Гельмут Мюллер-Брюль – Концерт для фортепиано с оркестром ре мажор, соч. 24 / Концерт для флейты ре мажор - Общество музыкального наследия[9]
- Хоффмайстер | Стамиц | Бенда - Максанс Ларье, Ганс Штадльмайр, Мюнхенский камерный оркестр – Les Concertos Hoffmeister, Стамиц, Бенда - Barclay Records[10]
- Теодор фон Шахт, Франц Антон Хоффмайстер, Дитер Клёкер – Klarinettenkonzert B-Dur / Klarinettenkonzert B-Dur - Аканта[11]
- Сергей Накаряков - Гайдн, Хоффмейстер, Мендельсон – Концерты для трубы - Teldec[12]
- Хоффмайстер, Лебрен, Фиала унд Кожелух – Альбрехт Майер, Каммеракадемия Потсдама – Deutsche Grammophon[13]
- Франц Антон Хоффмейстер: 12 этюдов для альта — Марко Мишанья, альт (MM18)[14]